# تضخم العقد اللمفية الرقبية

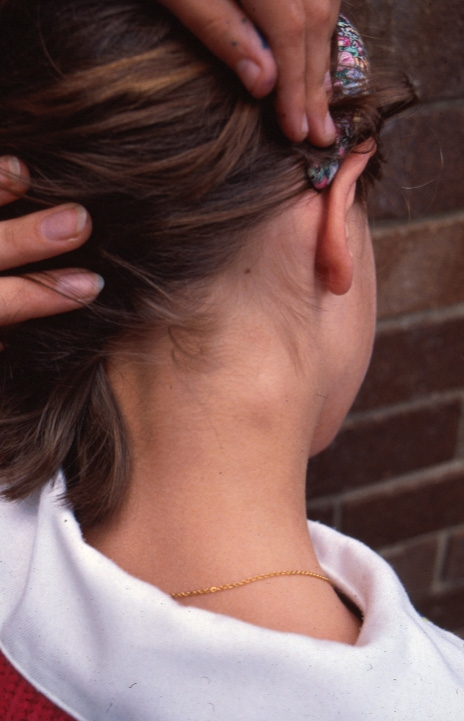
تضخم عقدة لمفية وراء الأذن

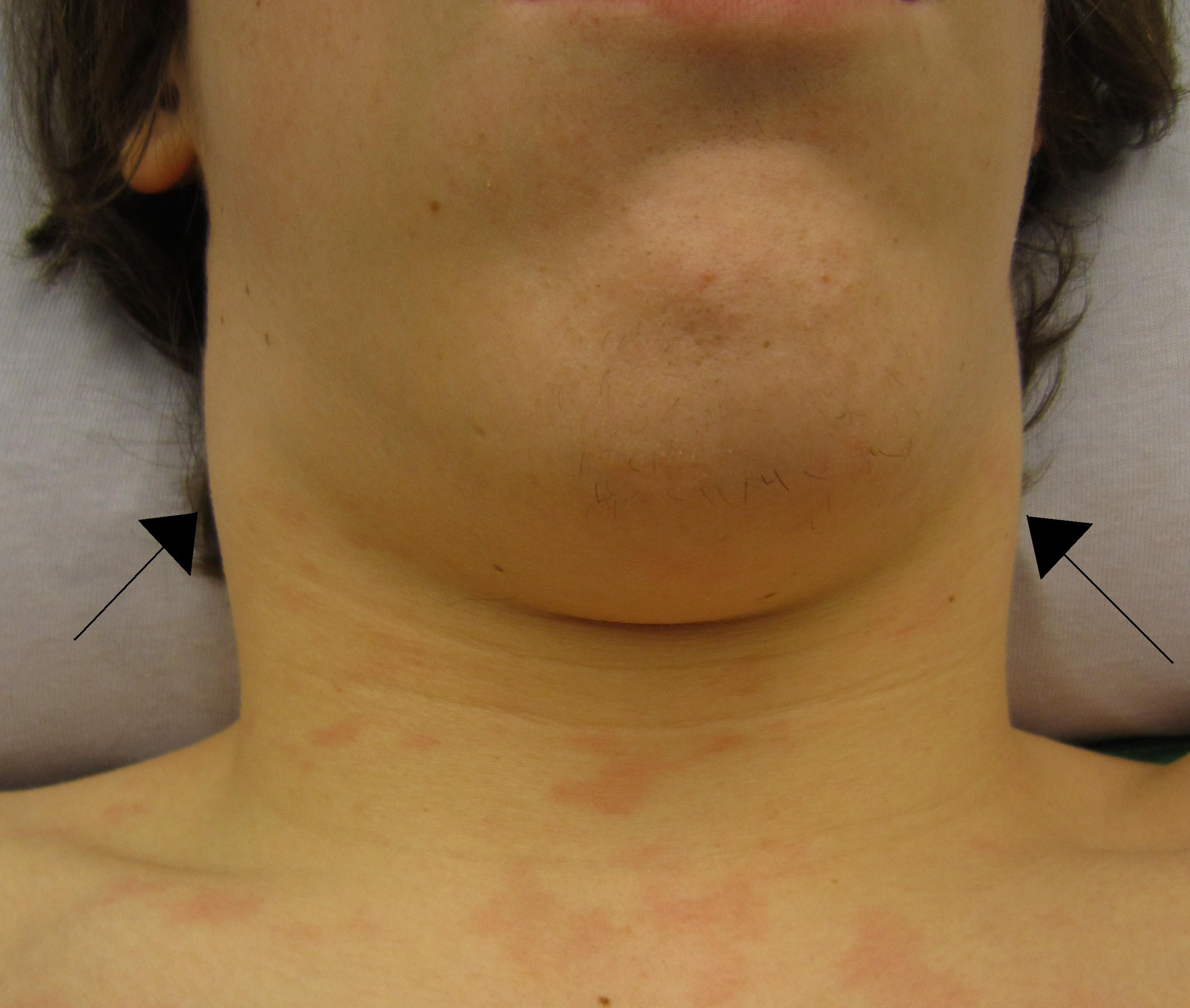
تضخم العقد اللمفية الرقبية بسبب كثرة الوحيدات العدوائية

تضخم العقد اللمفية الرقبية (بالإنجليزية: Cervical lymphadenopathy)‏ هو أحد أنواع تضخم العقد اللمفية والذي يصيب العقد اللمفية الرقبية.
تضخم العقد اللمفية الرقبية هو علامة أو عرض وليس تشخيصا. وقد يشار إلى تضخم العقد اللمفية الرقبية بأنه موضعي لأنه يصيب العقد اللمفية الرقبية فقط، أما تضخم العقد اللمفية فقد يشار إليه بأنه عام إذا أصاب كل العقد اللمفية في الجسم.

## الأسباب

### العدوى
- التواج[1]
- داء الملك[2]
- التهاب العقد اللمفية بالمكورات العنقودية.[2]
- الحصبة الألمانية
- مرض خدش القطة[2]
- كثرة الوحيدات العدوائية[3]
- التهاب البلعوم العقدي
- داء المقوسات[4]
- عدوى فيروسية في الجهاز الرئوي
- السل[4]
- داء البروسيلات[5]
- الزهري[2]
- عدوى فيروس الحلأ البسيط (هربس بسيط) أو التهاب اللثة والفم الهربسي[2]
- عدوى فيروس مضخم للخلايا[2]
- عدوى فيروس العوز المناعي البشري[2]
- داء النوسجات[1]
- الحماق[1]

### الأورام
- الورم اللمفي[3]
  - لمفومة هودجكين
  - لمفومة لا هودجكين
- ابيضاض الدم اللمفي[2]
- الساركومة العضلية المخططة
- ورم الخلايا البدائية العصبية

### أسباب أخرى
- إصابات جراحية، مثل الإصابات التي تأتي بعد أخذ خزعة من الفم[6]
- داء كاواساكي[1]
- داء كيكوتشي
- داء روساي دورفمان
- داء كاسلمان
- بعض الأدوية
- الغرناوية[2]
- الذئبة الحمامية[4]
- قلة العدلات الدورية[1]
- ورام حبيبي فموي وجهي[7]